# Ново-Алексеевский район (Казакская АССР)
Ново-Алексеевский район — единица административного деления Актюбинского округа Казакской АССР, существовавшая в 1928—1930 годах. Центр — посёлок Ново-Алексеевский.
Ново-Алексеевский район был образован в 1928 году в составе Актюбинского округа на базе Ново-Алексеевской, частей Астраханской и Карагандинской волостей Актюбинского уезда и части Перелюбовской волости Темирского уезда Актюбинской губернии. В 1930 году район был упразднён, а его территория включена в Хобдинский район.